# Improv Everywhere
Improv Everywhere (abrégé IE) est un groupe d'improvisation peu orthodoxe créé par Charlie Todd à New York en 2001. Leur slogan est We Cause Scenes. Le groupe le vit pleinement en exécutant des événements artistiques dans des lieux publics. Les événements (missions) organisés par le groupe sont souvent considérés comme des flash mobs, mais le site Web du groupe insiste sur le fait qu'ils n'ont rien à voir avec une flash mob et que IE a été créé deux ans avant que le terme flash  mob gagne en popularité.

## Contexte

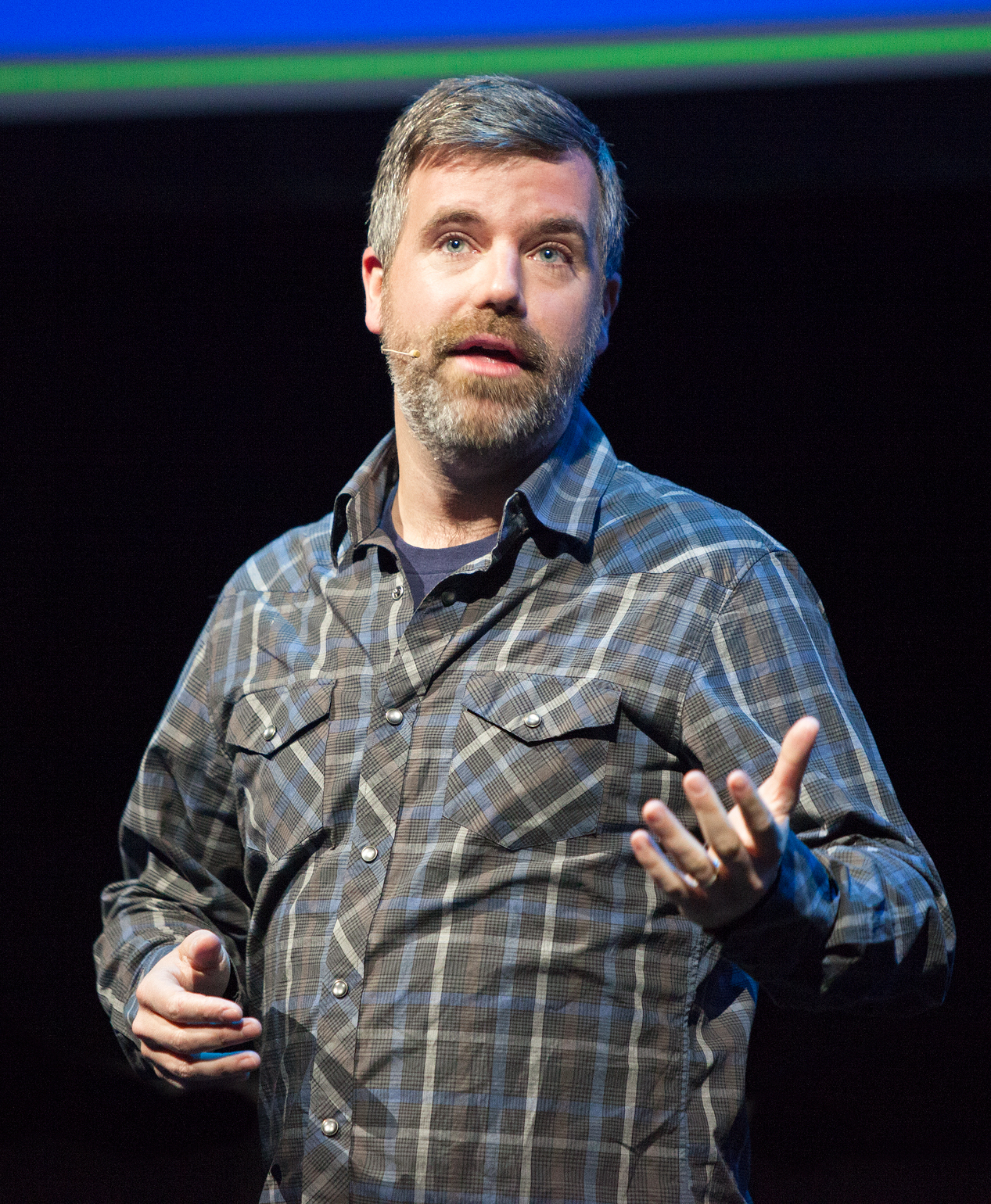
Charlie Todd en 2013

Beaucoup des "agents" (membres) du groupe se sont rencontrés au travers du Upright Citizens Brigade Theatre à New York. Les propriétaires du théâtre, l'Upright Citizens Brigade (UCB), ont eu une série télévisée entre 1998 et 2000 sur Comedy Central. Au départ, l'UCB s'amusaient à filmer leurs personnages en caméra cachée et  à mettre ces scènes à la fin du générique de la série. Les spectacles de l'UCB et leurs enseignements de l'improvisation ont eu une forte influence sur Improv Everywhere. Charlie Todd enseigne à l'UCB.

## Missions
Alors que certaines missions sont réalisées par des agents de longue date d'IE, beaucoup d'autres sont ouvertes au public. IE a organisé et exécuté environ 70 missions, de la natation synchronisée dans une fontaine au freeze dans la gare de New York. Ces missions répondent à un  modus operandi : Les agents sont bénévoles et cherchent à fournir aux observateurs (les "civils") un instant de joie et une expérience unique. Les agents adoptent complètement leurs rôles, ne laissant jamais paraître qu'ils sont en train de jouer une scène.
Chaque année, le groupe organise l'événement No Pants (sans pantalons). Le principe est simple : les participants prennent le métro sans pantalon en prétextant l'avoir oublié par accident. Cette scène a créé la controverse le 22 janvier 2006 lorsque la police new-yorkaise a arrêté 8 agents malchanceux dans la rame numéro 6 du métro. Le tribunal les a acquittés. Les 152 autres agents s'en sont tirés indemnes. L'événement a été répété en 2007 par environ 300 participants, sans intervention de la police cette fois-ci.En 2012, 10 000 personnes ont  fait tomber le pantalon dans plus de 27 pays et 59 villes différentes. Rien qu’à New York, l'évènement a réuni plus de 4 000 personnes.
Une mission plus complexe a été réalisée le 21 mai 2005 impliquant l'équipe d'IE mettant en scène un faux concert de U2 sur les toits  à New-York quelques heures avant le vrai concert programmé au Madison Square Garden.
Le 3 novembre 2017 à New York, pour la sortie de l'iPhone X ils déguisent un ascenseur en Apple Store.